# Filipp Egorov
Pour les articles homonymes, voir Egorov.
Filipp Evguenievitch Egorov (en russe : Филипп Евгеньевич Егоров — Filipp Evgen'evič Egorov), né le 8 juin 1978 est un bobeur russe.

## Jeux olympiques
- Médaillé d'argent en bob à quatre aux Jeux olympiques d'hiver de 2006 à Turin  Italie.